# Quatre Cœurs (film)
Pour plus de détails, voir Fiche technique et Distribution.
Quatre Cœurs (Сердца четырёх, Serdtsa chetyryokh) est un film soviétique réalisé par Konstantin Youdine, sorti en 1941,.

## Fiche technique
- Photographie : Nikolaï Vlasov
- Musique : Youri Milioutin
- Décors : Georgiï Grivtsov, M. Jukov, M. Jukova
- Montage : Lev Felonov